# Podospora dakotensis
Podospora dakotensis är en svampart som först beskrevs av Griffiths, och fick sitt nu gällande namn av J.H. Mirza & Cain 1970. Podospora dakotensis ingår i släktet Podospora och familjen Lasiosphaeriaceae.   Inga underarter finns listade i Catalogue of Life.
I den svenska databasen Dyntaxa används istället namnet Schizothecium dakotense för samma taxon.  Arten är reproducerande i Sverige.